# Joseph Dielle
Joseph Dielle je konžský podnikatel, známý rolí Numiry Cassy Tomby alias Mirečka ve dvou filmech básnické hexalogie Jak básníkům chutná život a Jak básníci přicházejí o iluze.
Pochází z Konžské republiky, kde pracoval jako televizní moderátor. V letech 1982 až 1984 studoval v Československu režii na Filmové a televizní fakultě Akademie múzických umění v Praze. 
Režisér Dušan Klein jej jako studenta obsadil ve svých komediích Jak básníkům chutná život a Jak básníci přicházejí o iluze. Po studiích se vrátil do Konžské republiky. Věnoval se také politické kariéře. K roku 2008 žil v konžském Pointe-Noire, kde řídil televizní společnosti DVS plus.
Manželka se jmenuje Josefína. Počet jejich dětí byl nakonec pět. Vzpomínky na natáčení v Československu mu vzala Velká Africká válka nebo taky Druhá válka v Kongu 1998 - 2003. Přišel o svou televizní stanici a jeho dům byl vyrabován. Celá rodina zchudla a potácela se v bídě. Díky dětem a vnoučatům, "Mireček" vše přežil a žije dodnes. Přesný věk není znám.  